# Bruno Pelletier

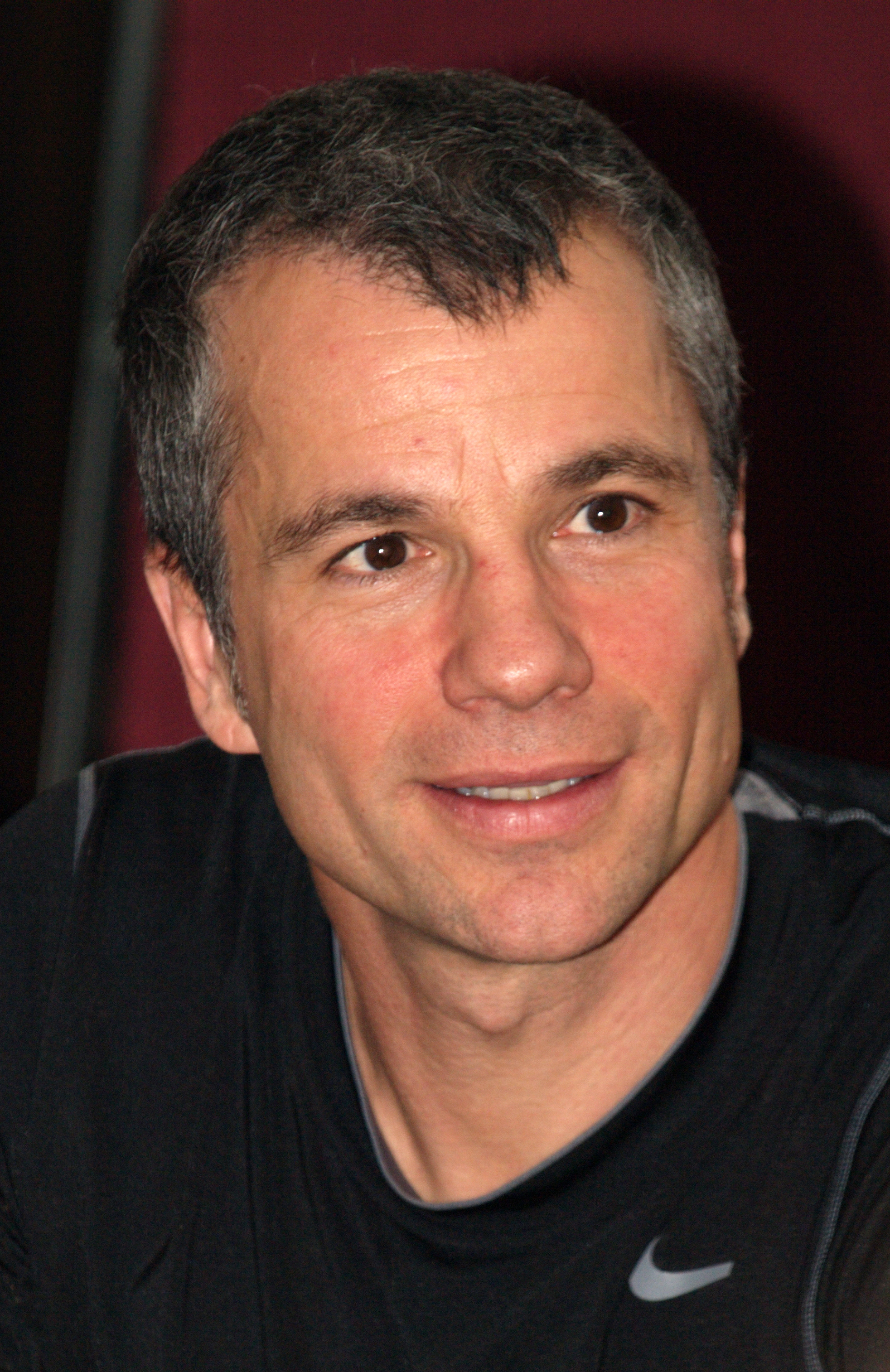
Bruno Pelletier, Moskau 2009

Bruno Pelletier (* 7. August 1962 in Charlesbourg) ist ein kanadischer Autor, Komponist, Musiker und Schauspieler.

## Kindheit und Privatleben
Bruno Pelletier wurde 1962 geboren und hat italienisch-kanadische sowie quebecoise Wurzeln. Er lebt heute in zweiter Ehe mit der Tänzerin Mélanie Bergeron zusammen.

## Anfänge
Bruno Pelletier hatte seine ersten Anfänge in den 80er Jahren. Als Schlagzeuger, jedoch auch als Sänger, trat er mit den Gruppen Amanite und Sneak Preview in der Barszene von Montreal auf.
1989 gründete er die französischsprachige Rockband Pëll, nahm an Wettbewerben teil und versuchte sich durch die professionelle Musikszene bemerkbar zu machen.
1990 bot ihm die Plattenfirma Les Disques Artiste unter dem Vorsitz von Paul Lévesque erstmals einen Vertrag an.

## Karriere
1992 erschien Pelletiers erstes gleichnamiges Album Bruno Pelletier. Zudem wurden ihm im selben Jahr eine Rolle in dem Musical Les fous du rock’n’roll und in der kanadischen Version der l’opéra-rock La légende de Jimmy von Luc Plamondon und Michel Berger angeboten.
1993 bot Luc Plamondon ihm die Rolle des Johnny Rockford in der Pariser Version von Starmania dar. Er verkörperte den Charakter mehr als 400 Mal über einen Zeitraum von zwei Jahren und nutzte seine freie Zeit, um an seinem zweiten Album zu arbeiten.
1995 veröffentlichte der Sänger sein zweites Album, doch bis 1997 blieb es ohne Erfolg. Im selben Jahr spielte er einen Ganoven in der TV-Serie Omerta II und veröffentlichte sein drittes Album Miserere. Es erreichte schnell mit über 250.000 verkauften Exemplaren die Spitze der Charts. Im folgenden Jahr erhielt Bruno Pelletier auf der Gala des ADISQ einen Felix in der Kategorie „Bester männlicher Künstler des Jahres“ und Miserere wurde mit drei Felix für Album des Jahres in der Kategorie Pop-Rock, Album des Jahres in der Kategorie meistverkauft und Show des Jahres in der Kategorie Interpret ausgezeichnet.
1998–1999 interpretierte Bruno Pelletier den Dichter Gringoire im Musical Notre-Dame de Paris von Luc Plamondon und Riccardo Cocciante. Der Titel Le temps des cathédrales erreichte die Spitze der Charts und ließ ihn in der Francophonie bekannt werden.
1999 erschien Pelletiers viertes Album D’autres rives, auf das eine umfangreiche Tournée folgte, welche ihm erlaubte auf mehreren renommierten Bühnen Europas aufzutreten, wie z. B. Olympia de Paris, La Cigale und Le Bataclan. Neben der Ausweitung seiner Solokarriere spielte er die Rolle des Gringoire in der kanadischen und Londoner Version von Notre-Dame de Paris.
2001 veröffentlichte der Sänger ein Live-Album, das während seiner Tour zu D’autres rives entstand.
Im August 2002 erschien Un monde à l’envers und Bruno Pelletier begann eine Tour von zwei Jahren. Im Dezember desselben Jahres gab er gemeinsam mit dem Orchestre Symphonique de Montreal eine Reihe von Konzerten in der Basilika Notre-Dame und nahm unter dem Thema die großen Weihnachtsklassiker das Album Concert de Noël auf.
2004 wurde Bruno Pelletier die Hauptrolle in dem Musical Dracula -Entre l’amour et la mort von Roger Tabra und Simon Leclerc angeboten, in dem er auch als Co-Producer und künstlerischer Leiter tätig war. Am 31. Januar 2006 wurde das Stück, das von mehr als 115.000 Zuschauern gesehen wurde, in Montreal uraufgeführt.
2007 erschien nach Dracula Pelletiers neuntes Album Bruno Pelletier et les GrosZorchestre. Es wurde mit dem Felix in der Kategorie bestes Album des Jahres/Jazz Interpretation ausgezeichnet.
2009 brachte Bruno Pelletier sein zehntes Album Microphonium heraus.
2010–2011 interpretierte der Sänger in der l’opéra-folk Les Filles de Caleb von Michel Rivard, basierend auf den gleichnamigen Romanen von Arlette Cousture, an der Seite von Luce Dufault, Daniel Boucher und Stéphanie Lapointe den Priester Napoleon Frigon.
2012 brachte er sein elftes Album Rendus-là heraus, gefolgt von einer Tournee, die diesmal über die Grenzen Kanadas hinausging. Ende 2013 nahm er an dem Konzert Les plus grands Chansons des Notre Dame de Paris teil.
Im Herbst 2014 erschien das Album Musique et Cinema in Zusammenarbeit mit Guy Saint-Onge.

## Diskografie

### Alben
| Jahr | Titel               | Höchstplatzierung, Gesamtwochen, AuszeichnungChartplatzierungen (Jahr, Titel, Platzierungen, Wochen, Auszeichnungen, Anmerkungen) | Höchstplatzierung, Gesamtwochen, AuszeichnungChartplatzierungen (Jahr, Titel, Platzierungen, Wochen, Auszeichnungen, Anmerkungen) | Anmerkungen |
| Jahr | Titel               | FR | BEW | Anmerkungen |
| ---- | ------------------- | --- | --- | ----------- |
| 1999 | D’autres rives      | FR54 (2 Wo.)FR | BEW49 (1 Wo.)BEW |             |
| 2002 | Un monde à l’envers | FR80 (4 Wo.)FR | — |             |

Weitere Alben
- 1992: Bruno Pelletier
- 1995: Défaire l'amour
- 1997: Miserere
- 2001: Sur scène
- 2003: Concert de Noël
- 2005: Dracula--Entre l’amour et la mort
- 2007: Bruno Pelletier et le GrosZorchestre
- 2009: Microphonium
- 2012: Rendus là
- 2014: Musique et cinéma
- 2016: Regarde autour
- 2019: Sous Influences

### Singles (Auswahl)
| Jahr | Titel Album                 | Höchstplatzierung, Gesamtwochen, AuszeichnungChartplatzierungen (Jahr, Titel, Album, Platzierungen, Wochen, Auszeichnungen, Anmerkungen) | Höchstplatzierung, Gesamtwochen, AuszeichnungChartplatzierungen (Jahr, Titel, Album, Platzierungen, Wochen, Auszeichnungen, Anmerkungen) | Anmerkungen       |
| Jahr | Titel Album                 | FR | BEW | Anmerkungen       |
| ---- | --------------------------- | --- | --- | ----------------- |
| 1998 | Le temps des cathédrales –  | FR5 Silber · (25 Wo.)FR | BEW5 (18 Wo.)BEW |                   |
| 1998 | La moitié de nous –         | FR6 (19 Wo.)FR | BEW8 (14 Wo.)BEW | mit Hélène Ségara |
| 1999 | Vivre sa vie D’autres rives | FR90 (2 Wo.)FR | — |                   |

### Albumbeteiligungen
- 1994: Starmania (Mogador)
- 1996: Bizzzou (Suzie Doré) Un album de chansons pour enfants
- 1997: Notre Dame de Paris
- 1999: Notre Dame de Paris (l'intégral)
- 2001: À travers toi (bénéfices reversés à Rêves d'Enfants) en duo avec Sylvain Cossette
- 2004: Give peace a Chance (bénéfices reversés à Amnistie International)
- 2005: Le temps d’une chanson, le temps de dire Je t’aime (album hommage à Claude Léveillée)
- 2006: Fiori: Un musicien parmi tant d’autres (album hommage à Serge Fiori)
- 2007: Chansons d’espoirs (bénéfices reversés à Maison et Fondation Jean Lapointe pour ses 25 ans)
- 2009: Bijoux de familles (duos Ferland)
- 2010: Les filles de Caleb[1]